# 23475 Nakazawa
23475 Nakazawa è un asteroide della fascia principale. Scoperto nel 1990, presenta un'orbita caratterizzata da un semiasse maggiore pari a 2,6714325 au e da un'eccentricità di 0,1942322, inclinata di 4,65976° rispetto all'eclittica.